# Купреева, Екатерина Романовна
Екатерина Романовна Купреева (род. 20 апреля 2006, Новосибирск) — российская волейболистка, центральная блокирующая. Игрок волейбольного клуба российской суперлиги «Локомотив» (Калининград).

## Биография
Родилась 20 апреля 2006 года в городе Новосибирске. В 2021 году приглашена в Калининград, где на протяжении трёх сезонов выступала за молодёжный состав волейбольного клуба «Локомотив», в составе которого становилась бронзовым призёром Молодёжной лиги, а также победителем и призёром Кубка Молодёжной лиги. С 2023 играла за команду высшей лиги «А» «Локомотив»-2, а в сезоне 2024/2025 привлекалась в основной состав команды «Локомотив», с которым в 2025 году стала чемпионкой России и обладательницей Кубка России.
В ноябре 2021 года в составе юниорской сборной России стала победителем чемпионата Восточно-европейской волейбольной зональной ассоциации (EEVZA) среди девушек.

### Клубная карьера
- 2021—2024 —  «Локомотив»-СШОР по ИВС (Калининград) — молодёжная лига;
- с 2023 —  «Локомотив»-2 (Калининград) — высшая лига «А»;
- с 2024 —  «Локомотив» (Калининград) — суперлига.

## Достижения

### Клубные
- чемпионка России 2025.
- победитель розыгрыша Кубка России 2025.
- бронзовый призёр чемпионата России среди команд высшей лиги «А» 2024.
- бронзовый призёр Молодёжной лиги чемпионата России 2024.
- победитель (2023) и бронзовый призёр (2022) розыгрышей Кубка Молодёжной лиги.

### Со сборными России
- чемпионка Восточно-европейской волейбольной зональной ассоциации (EEVZA) среди девушек 2021.

### Индивидуальные
- 2024: лучшая центральная блокирующая (одна из двух) Молодёжной лиги чемпионата России.